# Telebasis pareci
Telebasis pareci là một loài chuồn chuồn kim trong họ Coenagrionidae.
Telebasis pareci được miêu tả khoa học năm 2010 bởi Machado.